# Rów Diamantiny
Rów Diamantiny – rów oceaniczny, znajdujący się w południowo-wschodniej części Oceanu Indyjskiego.
Jego głębokość wynosi 7102 m. Rów ten ma 2160 km długości i 30 km szerokości. Jego współrzędne geograficzne to: 35°50´S i 105°14´E.